# Samorozwijająca się synteza wysokotemperaturowa
Samorozwijająca się synteza wysokotemperaturowa (ang. Self-propagating High-temperature Synthesis - SHS) – metoda otrzymywania proszków ceramicznych, związków międzymetalicznych i innych, często niemożliwych do uzyskania konkurencyjnymi metodami, jak również jest to technika podobna do spiekania, zwłaszcza przy prowadzeniu tej reakcji w podwyższonych ciśnieniach. Metoda polega na podgrzaniu proszków substratów do odpowiedniej temperatury, po przekroczeniu której reakcja biegnie samoczynnie. Rozpoczęcie reakcji może być realizowane poprzez: miejscową inicjację reakcji z późniejszą jej propagacją poprzez złoże oraz metodą wybuchu termicznego poprzez ogrzewanie objętościowe złoża substratów.